# فيلاسانتار
بلدية فيلاسانتار (بالإسبانية: Vilasantar)‏، هي إحدى بلديات مقاطعة لا كرونيا إحدى مقاطعات إسبانيا، و التي تقع في منطقة جليقية شمال غرب إسبانيا.
يبلغ عدد سكانها 1.622 نسمة وفقاً لإحصائية سنة (2002).